# Draft de la NBA de 1999
El Draft de la NBA de 1999 se celebró el día 30 de junio de ese mismo año en Washington D. C.. Fue un draft sólido. Corey Maggette, Ron Artest, Andréi Kirilenko y Manu Ginóbili están entre los jugadores elegidos en posiciones retrasadas que luego han rendido a la perfección en la liga.
El hecho más destacado es que, por primera vez en la historia del draft, 4 jugadores elegidos en primera ronda provienen de la misma universidad, de los Blue Devils de la Universidad de Duke

## Primera ronda

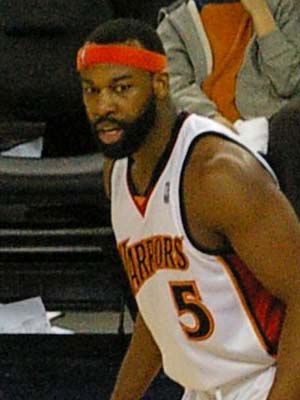
Baron Davis, la 3.ª elección.

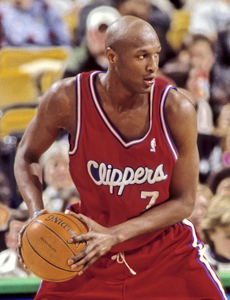
Lamar Odom, la 4.ª elección.

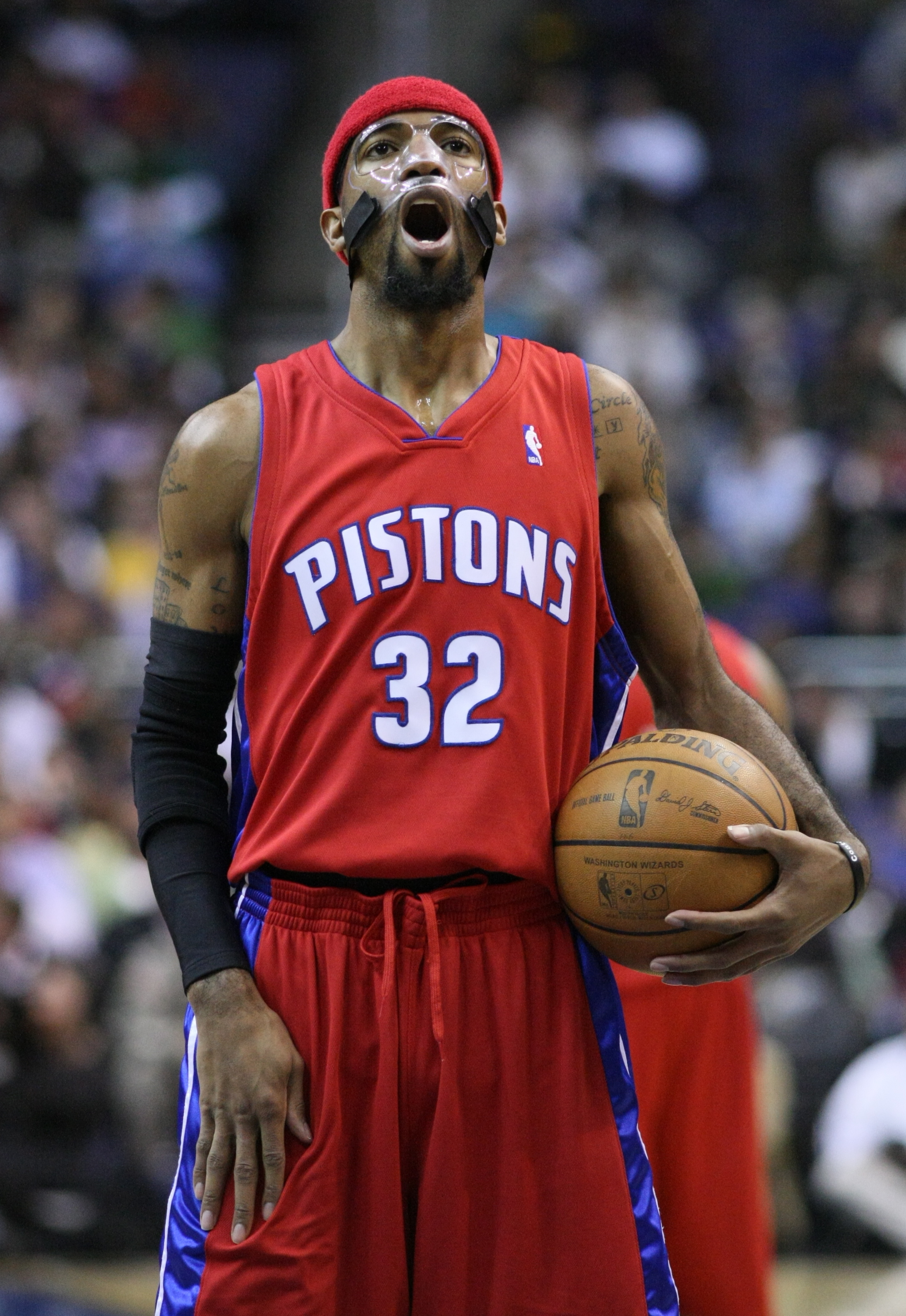
Richard Hamilton, la 7.ª elección.

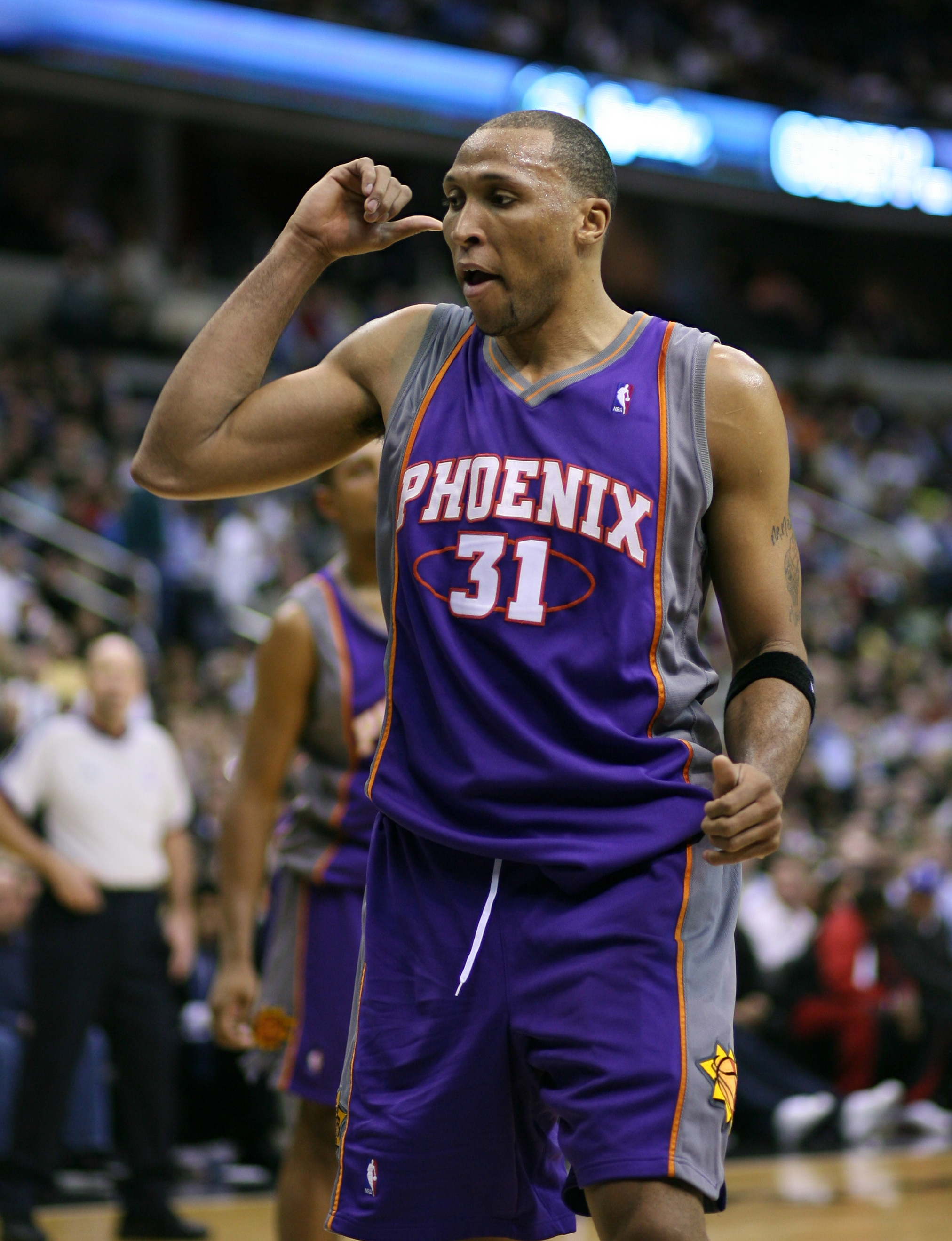
Shawn Marion, la 9.ª elección.

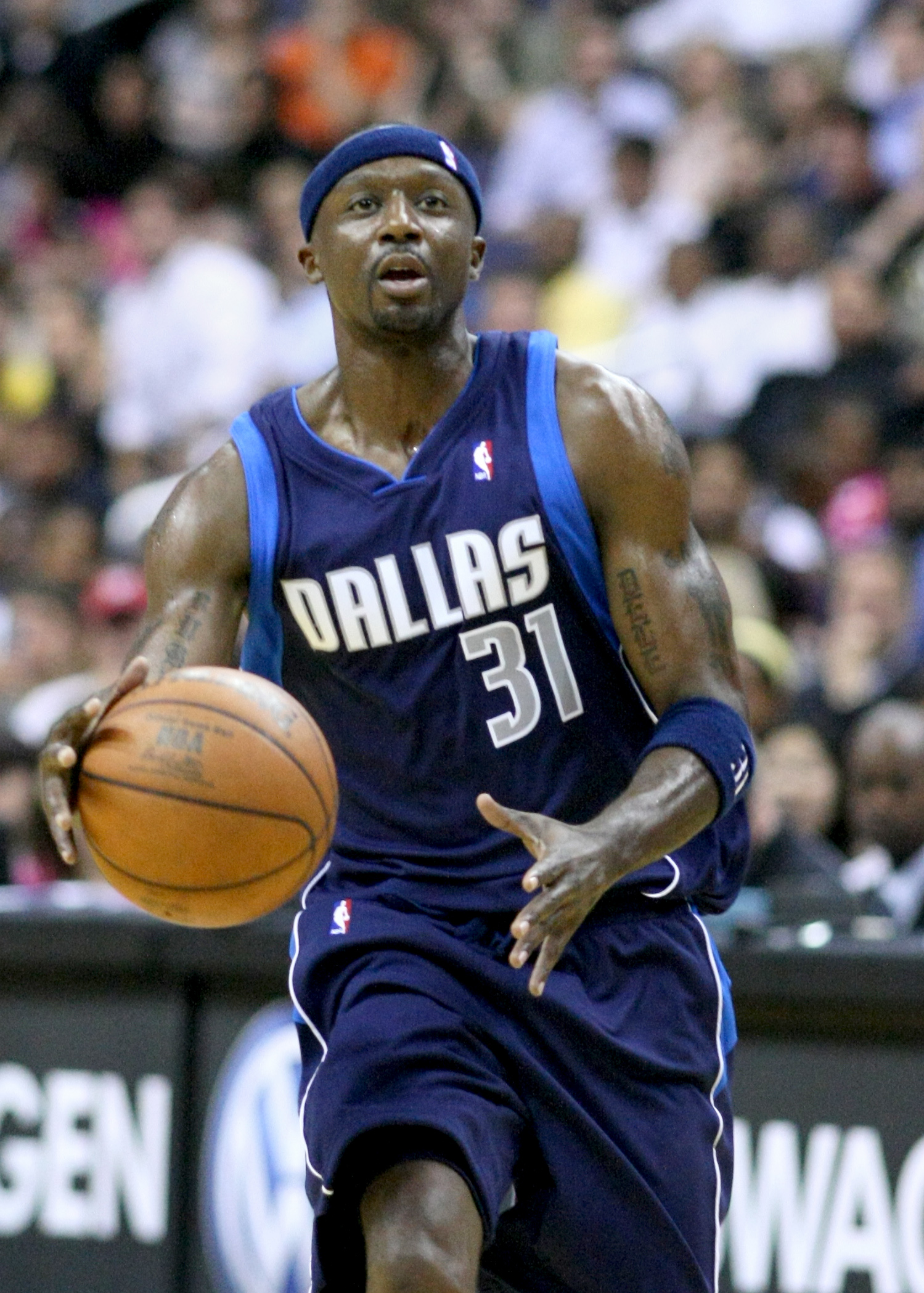
Jason Terry, la 10.ª elección.

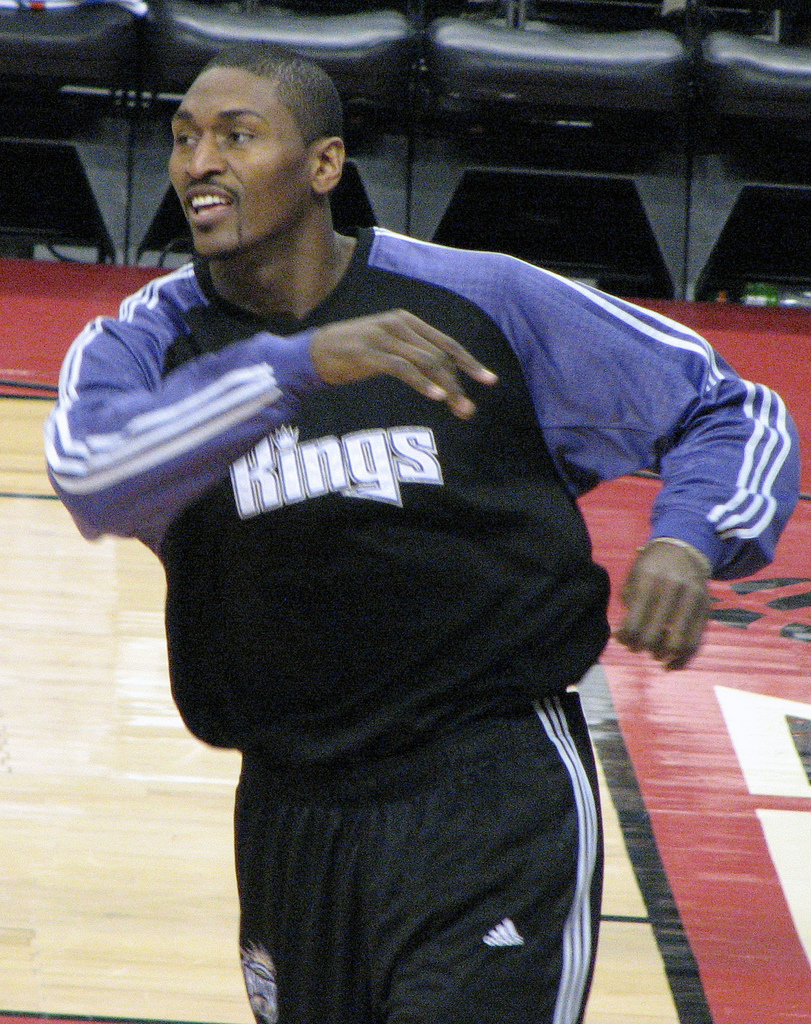
Ron Artest, la 16.ª elección.

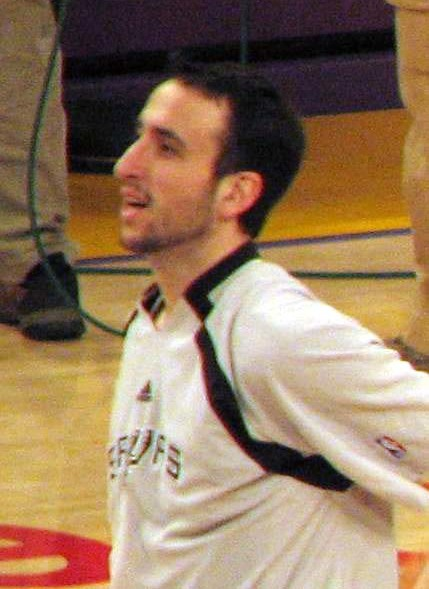
Emanuel Ginóbili, la 57.ª elección.

|  | Denota jugador miembro del Basketball Hall of Fame                                                 |
|  | Denota jugador que ha sido seleccionado al menos en un All-Star Game y un Mejor Quinteto de la NBA |
|  | Denota jugador que ha sido seleccionado al menos en un All-Star Game                               |
|  | Denota jugador que nunca ha jugado en la NBA                                                       |

| Pick | Jugador                  | Nacionalidad   | Equipo de la NBA                                                | Origen (Universidad/club)  |
| ---- | ------------------------ | -------------- | --------------------------------------------------------------- | -------------------------- |
| 1    | Elton Brand (PF)         | Estados Unidos | Chicago Bulls                                                   | Duke                       |
| 2    | Steve Francis (PG/SG)    | Estados Unidos | Vancouver Grizzlies                                             | Maryland                   |
| 3    | Baron Davis (PG)         | Estados Unidos | Charlotte Hornets                                               | UCLA                       |
| 4    | Lamar Odom (SF/PF)       | Estados Unidos | Los Angeles Clippers                                            | Rhode Island               |
| 5    | Jonathan Bender (PF/SF)  | Estados Unidos | Toronto Raptors (traspasado a Indiana Pacers por Antonio Davis) | Picayune HS (Picayune, MS) |
| 6    | Wally Szczerbiak (SF)    | Estados Unidos | Minnesota Timberwolves                                          | Miami (OH)                 |
| 7    | Richard Hamilton (SG)    | Estados Unidos | Washington Wizards                                              | UConn                      |
| 8    | Andre Miller (PG)        | Estados Unidos | Cleveland Cavaliers                                             | Utah                       |
| 9    | Shawn Marion (SF)        | Estados Unidos | Phoenix Suns                                                    | UNLV                       |
| 10   | Jason Terry (PG)         | Estados Unidos | Atlanta Hawks                                                   | Arizona                    |
| 11   | Trajan Langdon (SG)      | Estados Unidos | Cleveland Cavaliers                                             | Duke                       |
| 12   | Aleksandar Radojevic (C) | Yugoslavia     | Toronto Raptors                                                 | Barton County JC (Kansas)  |
| 13   | Corey Maggette (SG/SF)   | Estados Unidos | Seattle SuperSonics                                             | Duke                       |
| 14   | William Avery (PG)       | Estados Unidos | Minnesota Timberwolves                                          | Duke                       |
| 15   | Frédéric Weis (C)        | Francia        | New York Knicks                                                 | Limoges (Francia)          |
| 16   | Metta World Peace (SF)   | Estados Unidos | Chicago Bulls                                                   | St. John's                 |
| 17   | Cal Bowdler (PF)         | Estados Unidos | Atlanta Hawks                                                   | Old Dominion               |
| 18   | James Posey (SG/SF)      | Estados Unidos | Denver Nuggets                                                  | Xavier                     |
| 19   | Quincy Lewis (SF)        | Estados Unidos | Utah Jazz                                                       | Minnesota                  |
| 20   | Dion Glover (SG)         | Estados Unidos | Atlanta Hawks                                                   | Georgia Tech               |
| 21   | Jeff Foster (C/PF)       | Estados Unidos | Golden State Warriors                                           | Southwest Texas State      |
| 22   | Kenny Thomas (PF)        | Estados Unidos | Houston Rockets                                                 | New Mexico                 |
| 23   | Devean George (SF)       | Estados Unidos | Los Angeles Lakers                                              | Augsburg                   |
| 24   | Andréi Kirilenko (SF/PF) | Rusia          | Utah Jazz                                                       | CSKA Moscú (Rusia)         |
| 25   | Tim James (SF)           | Estados Unidos | Miami Heat                                                      | Miami (FL)                 |
| 26   | Vonteego Cummings (PG)   | Estados Unidos | Indiana Pacers                                                  | Pittsburgh                 |
| 27   | Jumaine Jones (SF)       | Estados Unidos | Atlanta Hawks                                                   | Georgia                    |
| 28   | Scott Padgett (PF)       | Estados Unidos | Utah Jazz                                                       | Kentucky                   |
| 29   | Leon Smith (PF)          | Estados Unidos | San Antonio Spurs                                               | Martin Luther King HS      |

## Segunda ronda
| Pick | Jugador               | Nacionalidad   | Equipo de la NBA       | Origen (Universidad/club)      |
| ---- | --------------------- | -------------- | ---------------------- | ------------------------------ |
| 30   | John Celestand        | Estados Unidos | Los Angeles Lakers     | Villanova                      |
| 31   | Rico Hill             | Estados Unidos | Los Angeles Clippers   | Illinois State                 |
| 32   | Michael Ruffin        | Estados Unidos | Chicago Bulls          | Tulsa                          |
| 33   | Chris Herren          | Estados Unidos | Denver Nuggets         | Fresno State                   |
| 34   | Evan Eschmeyer (C)    | Estados Unidos | New Jersey Nets        | Northwestern                   |
| 35   | Calvin Booth (C)      | Estados Unidos | Washington Wizards     | Penn State                     |
| 36   | Wang Zhizhi (C)       | China          | Dallas Mavericks       | Bayi Rockets (China)           |
| 37   | Obinna Ekezie (C)     | Nigeria        | Vancouver Grizzlies    | Maryland                       |
| 38   | Laron Profit          | Estados Unidos | Orlando Magic          | Maryland                       |
| 39   | A.J. Bramlett         | Estados Unidos | Cleveland Cavaliers    | Arizona                        |
| 40   | Gordan Giricek (SG)   | Croacia        | Dallas Mavericks       | Cibona Zagreb (Croacia)        |
| 41   | Francisco Elson (PF)  | Países Bajos   | Denver Nuggets         | California                     |
| 42   | Louis Bullock         | Estados Unidos | Minnesota Timberwolves | Michigan                       |
| 43   | Lee Nailon (SF)       | Estados Unidos | Charlotte Hornets      | TCU                            |
| 44   | Tyrone Washington     | Estados Unidos | Houston Rockets        | Mississippi State              |
| 45   | Ryan Robertson        | Estados Unidos | Sacramento Kings       | Kansas                         |
| 46   | J.R. Koch             | Estados Unidos | New York Knicks        | Iowa                           |
| 47   | Todd MacCulloch (C)   | Canadá         | Philadelphia 76ers     | Washington                     |
| 48   | Galen Young           | Estados Unidos | Milwaukee Bucks        | Charlotte                      |
| 49   | Lari Ketner           | Estados Unidos | Chicago Bulls          | UMass                          |
| 50   | Venson Hamilton       | Estados Unidos | Houston Rockets        | Nebraska                       |
| 51   | Antwain Smith         | Estados Unidos | Vancouver Grizzlies    | St. Paul's (VA)                |
| 52   | Roberto Bergersen     | Estados Unidos | Atlanta Hawks          | Boise State                    |
| 53   | Rodney Buford (SG)    | Estados Unidos | Miami Heat             | Creighton                      |
| 54   | Melvin Levett         | Estados Unidos | Detroit Pistons        | Cincinnati                     |
| 55   | Kris Clack            | Estados Unidos | Boston Celtics         | Texas                          |
| 56   | Tim Young             | Estados Unidos | Golden State Warriors  | Stanford                       |
| 57   | Emanuel Ginóbili (SG) | Argentina      | San Antonio Spurs      | Viola Reggio Calabria (Italia) |
| 58   | Eddie Lucas           | Estados Unidos | Utah Jazz              | Virginia Tech                  |

## Jugadores destacados no incluidos en el draft
Estos jugadores no fueron seleccionados en el draft de la NBA de 1999, pero han jugado al menos un partido en la NBA.
| Jugador              | Pos.  | Nacionalidad                         | Universidad/Club             |
| -------------------- | ----- | ------------------------------------ | ---------------------------- |
| Chris Andersen       | C/PF  | Estados Unidos                       | Blinn (So.)                  |
| Michael Batiste      | PF/C  | Estados Unidos                       | Long Beach State (Sr.)       |
| Raja Bell            | SG    | Islas Vírgenes de los Estados Unidos | FIU (Sr.)                    |
| Geno Carlisle        | PG    | Estados Unidos                       | California (Sr.)             |
| Maurice Carter       | SG    | Estados Unidos                       | LSU (Sr.)                    |
| Jorge Garbajosa      | PF    | España                               | TAU Cerámica (España)        |
| Tyrone Grant         | SF/PF | Estados Unidos                       | St. John's (Sr.)             |
| Derek Hood           | SF/PF | Estados Unidos                       | Arkansas (Sr.)               |
| Jermaine Jackson     | SG    | Estados Unidos                       | Detroit (Sr.)                |
| Harold Jamison       | PF    | Estados Unidos                       | Clemson (Sr.)                |
| Jason Miskiri        | PG    | Guyana                               | George Mason (So.)           |
| Boniface N'Dong      | C     | Senegal                              | SpVgg Rattelsdorf (Alemania) |
| Milt Palacio         | SG    | Belice                               | Colorado State (Sr.)         |
| Andy Panko           | PF    | Estados Unidos                       | Lebanon Valley (Sr.)         |
| Theodoros Papaloukas | PG    | Grecia                               | AO Dafni Athens (Grecia)     |
| Pablo Prigioni       | PG    | Argentina                            | Obras Sanitarias (Argentina) |
| Eddie Robinson       | SG/SF | Estados Unidos                       | Central Oklahoma (Sr.)       |
| Jamel Thomas         | SG/SF | Estados Unidos                       | Providence (Sr.)             |
| Wayne Turner         | PG    | Estados Unidos                       | Kentucky (Sr.)               |